# Venloue
La Venloue est une rivière française de Normandie, affluent du Lozon en rive gauche, dans le département de la Manche.

## Géographie
La Venloue prend sa source entre les communes du Mesnilbus (commune nouvelle de Saint-Sauveur-Villages) et de Montcuit et prend la direction du nord-est. Elle se joint aux eaux du Lozon dans les marais du Cotentin et du Bessin, entre Marchésieux et Remilly-sur-Lozon (commune nouvelle de Remilly Les Marais), après un parcours de 15,1 km entre Coutançais et pays saint-lois.